# Лурдес Домингес Лино
Лурдес Домингес Лино (на испански: Lourdes Domínguez Lino) е испанска тенисистка, родена на 31 март 1981 г. Най-високата ѝ позиция в ранглистата за жени на WTA е 40 място, постигнато на 11 септември 2006 г. В турнирите от Шлема има записано участие в 3 кръг на Ролан Гарос 2009.